# Silence (Band)
Silence ist eine slowenische Synthie-Pop-Band.

## Geschichte
1997 veröffentlichte Silence ihr Debütalbum Ma Non Troppo auf Chome Records. Es folgte eine Tour mit der Synthpop-Gruppe Distain!, das Album Unlike a Virgin 1999 und der Soundtrack zum Bühnenspiel Maison des Rendez-Vous 2003.
2004 erschien das vierte Studioalbum von Silence, Vain (A Tribute to a Ghost). Es beschäftigt sich mit dem mysteriösen Leben und Sterben des (hypothetischen) Künstlers Matej Smolnik, alias „Vain“. Es enthält auch eine Coverversion des Kraftwerk-Liedes Hall Of Mirrors mit Anne Clark.
Silence vertonten verschiedene zeitgenössische Theaterstücke. Unter anderem entstand 2005 das Soundtrack-Album Veronika einer Ballettadaption von Veronika beschließt zu sterben. Danach tourte Silence als Begleitband von Diary of Dreams und wechselten zu deren Label Accession.
In Kooperation mit dem slowenischen Musik- und Kunstprojekt Laibach entstand 2006 das unter deren Bandnamen veröffentlichte Album Volk – eine subversive Neuinterpretation der Nationalhymnen von 14 Staaten, mit der Singleauskopplung Anglia (England).
2012 erschien mit Musical Accompaniment for the End of the World das erste reguläre Album nach Vain von 2004. Um seiner dramatischen Atmosphäre zu entsprechen, wurde die Veröffentlichung auf den 100. Jahrestag des Unterganges der Titanic gelegt.

## Sonstiges
Silence-Sänger Boris Benko sang neben Laibach 2006, unter anderem auch 2009 zwei Lieder für Helium Vola ein (Escoutatz und Darkness, Darkness).

## Diskografie

### Alben
- 1997: Ma Non Troppo
- 1999: Unlike a Virgin
- 2004: Vain, A Tribute to a Ghost
- (2006: Volk – unter dem Namen Laibach veröffentlichte Bandkooperation mit Laibach)
- 2012: Musical Accompaniment for the End of the World (Songs for Two Pianos, Tactful Synths and Voice)

### Soundtracks
- 2003: Maison des Rendez-Vous
- 2005: Veronika
- 2008: The Passion of the Cold

### Singles
- 1996: Shut Up
- 2000: Son of Sin
- 2005: Skin: The Remixes
- (2006: Anglia – unter dem Namen Laibach veröffentlichte Bandkooperation mit Laibach)
- 2008: The True Nature of Happiness (Digital Release)
- 2012: Death is New York
- 2012: Heart of Darkness